# Rozsîpne, Troițke
Rozsîpne (în ucraineană Розсипне) este localitatea de reședință a comunei Rozsîpne din raionul Troițke, regiunea Luhansk, Ucraina.

## Demografie
Componența lingvistică a localității Rozsîpne
     Rusă (80,83%)
     Ucraineană (19,17%)
Conform recensământului din 2001, majoritatea populației localității Rozsîpne era vorbitoare de rusă (80,83%), existând în minoritate și vorbitori de ucraineană (19,17%).